# Samurai Shodown II
Samurai Shodown II, również pod nazwą Samurai Spirits II (jap. 覇王丸地獄変 Samurai Spirits II) – to wydana w 1994 roku przez SNK Playmore gra z gatunku bijatyka 2D – bazująca na pojedynkach toczonych przy pomocy broni białej – każda z 15 dostępnych postaci ma własny oręż, (mogła też w walce pozbawić przeciwnika jego broni, przez co ten musiałby walczyć wręcz). Wróciła większość z oryginalnych postaci, SNK dodało kilka nowych. Również mechanizmy gry uległy rozszerzeniu względem pierwszej części 8 sierpnia 2008 roku ukazał się remake gry na konsolę Wii i Xbox 360.